# بایوئرکانس
بایوئرکانس (به اسپانیایی: Valluércanes) یک شهرستان در اسپانیا است که در استان بورگس واقع شده است.

## خصوصیات
بایوئرکانس ۲۷ کیلومترمربع مساحت و ۱۰۵ نفر جمعیت دارد.